# Mathias Cormann
Mathias Cormann   (Eupen, 20 de setembre de 1970) Mathias Hubert Paul Cormann és un polític i diplomàtic australià d'origen belga que actualment exerceix de secretari general de l'Organització per a la Cooperació i el Desenvolupament Econòmic (OCDE). Va assumir el càrrec l'1 de juny de 2021, en retirar-se el seu predecessor José Ángel Gurría. Anteriorment, va exercir com a ministre de Finances australià del 2013 al 2020 i com a senador per Austràlia Occidental del Partit Liberal del 2007 al 2020. El seu mandat de set anys i 42 dies com a ministre de Finances va ser el més llarg de la història d'Austràlia, que abastava els governs Abbott, Turnbull i Morrison. A més, va exercir de ministre del servei públic del 2018 al 2019.
Cormann va cessar com a ministre del govern l'octubre de 2020 i va ser nomenat pel primer ministre Scott Morrison per ser el candidat australià a la secretaria general de l'OCDE. Va dimitir com a senador el 6 de novembre de 2020. El 12 de març de 2021 va ser elegit com a el següent secretari general de l'OCDE. És el primer australià elegit per a aquest càrrec.

## Biografia
Cormann va néixer el 20 de setembre de 1970 a Eupen, Bèlgica, dins de la comunitat de parla alemanya del país. És el més gran de quatre fills i l’únic fill nascut de Hildegard i Herbert Cormann. Cormann va créixer al poble de Raeren, a uns 5 km de la frontera alemanya. En el moment del seu naixement, el seu pare treballava com a torner en una fàbrica a Alemanya. Quan tenia deu anys, el seu pare va passar sis mesos a l’hospital amb una greu malaltia que el va deixar sense poder treballar; posteriorment es va convertir en alcohòlic però es va recuperar. La família confiava en una pensió d’invalidesa i l’assistència de l'església catòlica local, on Cormann hi exercia d'escolanet.
Després de començar la seva formació localment, Cormann va completar els seus estudis secundaris a Lieja, on va aprendre el francès com a segona llengua. Va passar a la Universitat de Namur, on va obtenir el grau en dret. El 1989, ell i alguns amics de la universitat van anar a Berlín per assistir a la caiguda del mur de Berlín. Ha citat les experiències dels sistemes polítics a Alemanya Oriental i Occidental com a influents en el seu desenvolupament polític. Més tard, Cormann va fer estudis de postgrau en dret a la Katholieke Universiteit Leuven, assolint el grau de llicenciat i aprenent holandès. Va aprendre anglès com a quart idioma el 1993 mentre feia un intercanvi del programa Erasmus a la Universitat d'Ànglia de l'Est a Norwich, Anglaterra.
Durant els seus estudis a Anglaterra, Cormann va començar una relació amb una dona australiana. Va arribar per primera vegada a Austràlia el juny de 1994 per visitar la seva família a Perth. La seva relació no va continuar, però després de tornar a Bèlgica per completar els seus estudis, va decidir traslladar-se definitivament a Austràlia. Es va establir a Perth el juliol de 1996, amb 25 anys, treballant inicialment com a jardiner al Presbyterian Ladies 'College, ja que no es reconeixien els seus títols de dret belga. Aleshores, Cormann va trucar al senador Chris Ellison, el president de la comissió parlamentària de tractats, i va demanar de treballar al seu despatx com a voluntari. Després de dues setmanes va aconseguir un lloc remunerat en la plantilla.
El 2003, Cormann es va unir a l'asseguradora HBF com a gestor de serveis sanitaris a la seva divisió d'assegurances mèdiques. Va ser director general de la seva divisió de Salut del 2004 al 2006 abans de tornar a unir-se a la divisió d'assegurances mèdiques com a director general en funcions del 2006 al 2007.

## Política federal
Quan la coalició liberal va guanyar les eleccions federals el 2013, Cormann es va convertir en el ministre de Finances, un paper que ocupa des de llavors amb Tony Abbott, Malcolm Turnbull i Scott Morrison. Tot i que va donar suport públicament a Abbott en les eleccions internes del partit del 2015, Turnbull va promoure Cormann per assumir les funcions addicionals de ministre especial d'Estat el 2016 i líder del govern al Senat el 2017.

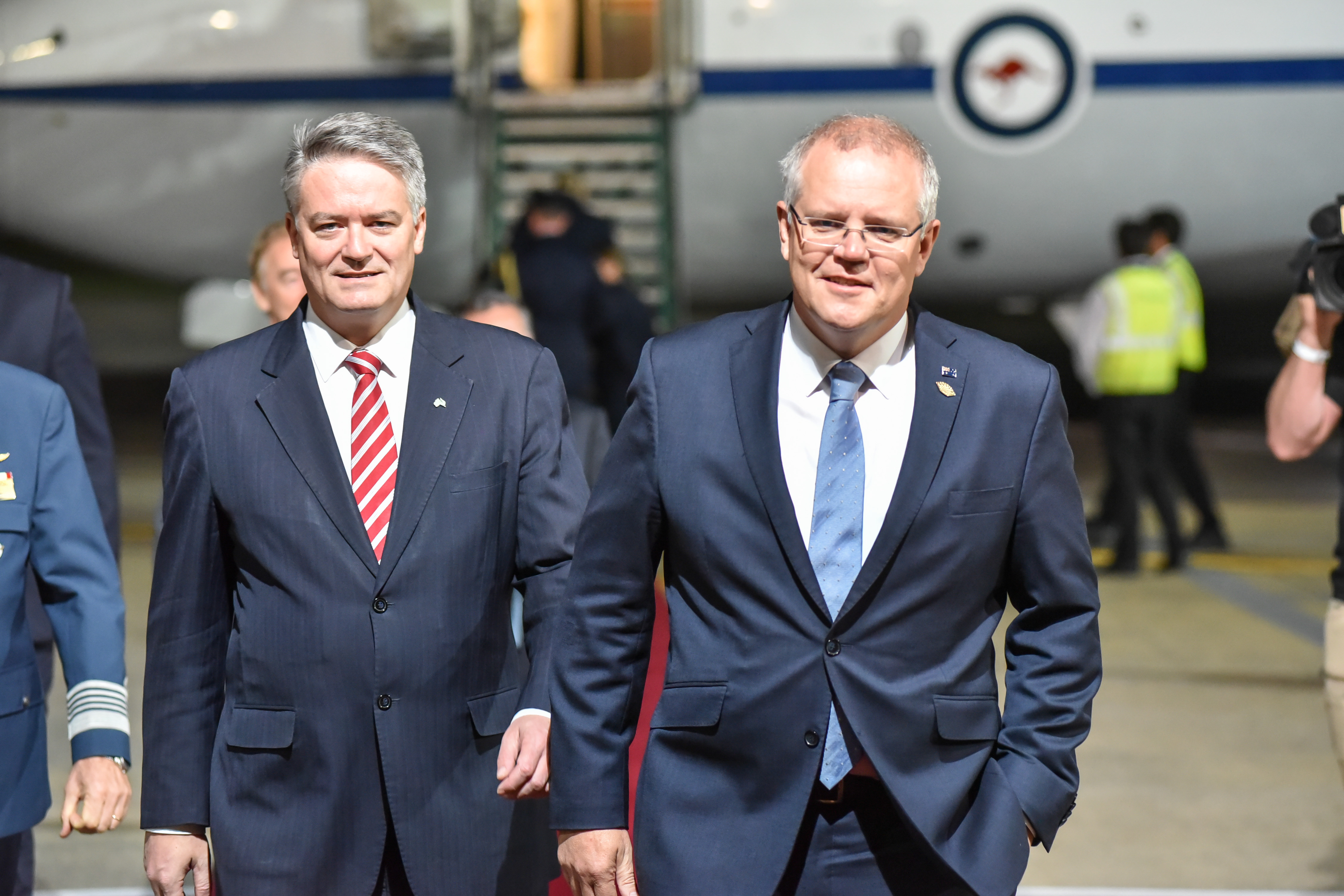
Cormann amb el primer ministre Scott Morrison a la cimera del G20 de Buenos Aires del 2018

A l’octubre del 2019, Cormann es va convertir en el ministre de Finances amb més anys al càrrec, després d’haver superat el rècord que anteriorment tenia Nick Minchin.

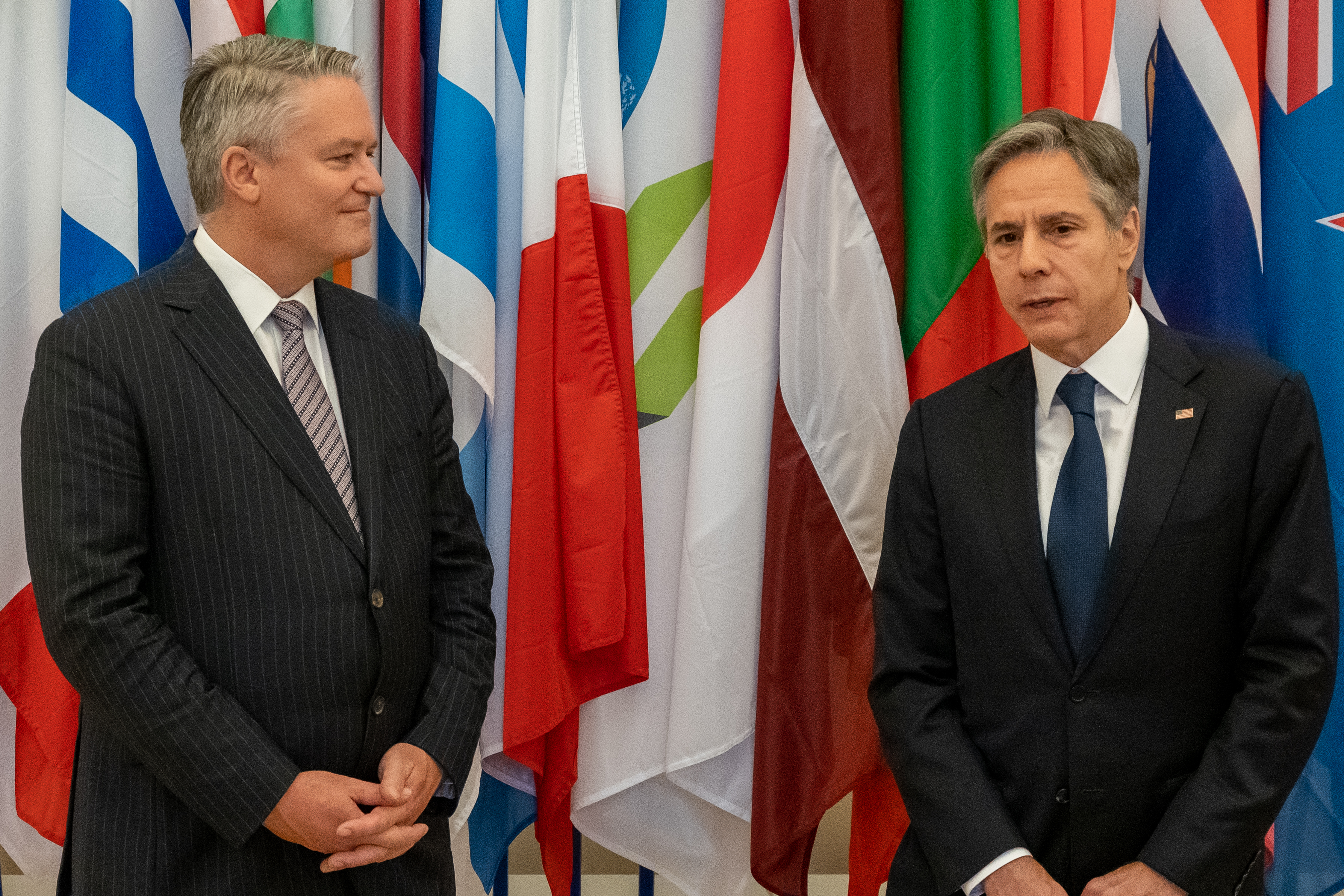
Cormann es reuneix amb el secretari d’Estat dels Estats Units, Antony J. Blinken, a París, el juny del 2021.

Al juliol de 2020, Cormann va anunciar que deixaria la política a finals d'any, però continuaria sent ministre per finalitzar l'actualització del pressupost del juliol del govern, el pressupost federal 2020-21 a l'octubre i l'actualització semestral del pressupost al desembre. A principis d’octubre de 2020, el primer ministre Scott Morrison va anunciar que Cormann seria nomenat candidat a secretari general de l'OCDE. El 30 d'octubre de 2020, va deixar el càrrec de ministre de Finances i líder del govern al Senat, que va assumir el ministre de Comerç Simon Birmingham.
El 2 de novembre de 2020, Cormann va ser nomenat oficialment com a candidat per a proper secretari general de l'OCDE. Va renunciar formalment al Senat una setmana més tard, el 6 de novembre de 2020. La seva nominació va rebre el suport tant del govern liberal com dels laboristes federals.

## Secretari general de l'OCDE
El 12 de març de 2021, Cormann va ser elegit com a pròxim secretari general de l'OCDE i va assumir el càrrec l'1 de juny de 2021. El 25 de juny, Cormann va donar la benvinguda al secretari d’Estat dels Estats Units, Antony Blinken. Entre els temes tractats hi havia la "tecno-democràcia" i la COVID-19.

## Vida personal
Cormann, catòlic romà, està casat amb Hayley, una advocada. Tenen dues filles.
Cormann es va convertir en ciutadà australià el 26 de gener del 2000, cosa que va provocar la pèrdua automàtica de la seva ciutadania belga, segons establia la llei de nacionalitat belga de l'època. Això es va confirmar de nou abans de presentar-se a la preselecció com a candidat al Senat.

## Crítiques
Durant la seva candidatura al càrrec de secretari general de l'OCDE, Cormann va ser criticat pel seu historial sobre el canvi climàtic, específicament per intentar abolir la Clean Energy Finance Corporation d'Austràlia, així com l'objectiu australià en matèria d'energies renovables. Al març de 2021, 29 organitzacions humanitàries i ecologistes australianes i mundials van escriure a l'OCDE citant "greus preocupacions" i demanant que Cormann fos desqualificat a causa del seu historial de "frustrar una acció climàtica efectiva".
Cormann també ha estat criticat pels líders sindicals d’Austràlia i el Regne Unit.